# Fußball-Verbandsliga Schleswig-Holstein 1984/85
Die Verbandsliga Schleswig-Holstein trug ihre Spiele in der Saison 1984/85 das 38. Mal aus und bildete den Unterbau der drittklassigen Oberliga Nord. Die beiden erstplatzierten Mannschaften durften an der Aufstiegsrunde zur Oberliga Nord teilnehmen. Die Mannschaften auf den beiden letzten Plätzen mussten in die Landesliga absteigen.

## Vereine
Im Vergleich zur Saison 1983/84 veränderte sich die Zusammensetzung der Liga folgendermaßen: Keine Mannschaft war in die Oberliga Nord auf-, während auch keine Mannschaft aus Schleswig-Holstein aus der Oberliga Nord abgestiegen war. Die beiden Absteiger hatten die Verbandsliga verlassen und wurden durch die beiden Aufsteiger FC Kilia Kiel (Wiederaufstieg nach 18 Jahren) und TSV Pansdorf (erstmals in der höchsten Amateurliga Schleswig-Holsteins) ersetzt.
| Verein                   | Stadt               | Kreis               | Qualifikation                      |
| ------------------------ | ------------------- | ------------------- | ---------------------------------- |
| NTSV Strand 08           | Timmendorfer Strand | Ostholstein         | Meister 1983/84                    |
| Blau-Weiß Friedrichstadt | Friedrichstadt      | Nordfriesland       | 2. Platz 1983/84                   |
| VfB Lübeck               | Lübeck              |                     | 3. Platz 1983/84                   |
| VfR Neumünster           | Neumünster          |                     | 4. Platz 1983/84                   |
| TSV Westerland           | Westerland          | Nordfriesland       | 5. Platz 1983/84                   |
| TSV Nord Harrislee       | Harrislee           | Schleswig-Flensburg | 6. Platz 1983/84                   |
| Eutin 08                 | Eutin               | Ostholstein         | 7. Platz 1983/84                   |
| Heider SV                | Heide               | Dithmarschen        | 8. Platz 1983/84                   |
| BSC Brunsbüttel          | Brunsbüttel         | Dithmarschen        | 9. Platz 1983/84                   |
| Itzehoer SV              | Itzehoe             | Steinburg           | 10. Platz 1983/84                  |
| TSV Plön                 | Plön                | Plön                | 11. Platz 1983/84                  |
| Schleswig 06             | Schleswig           | Schleswig-Flensburg | 12. Platz 1983/84                  |
| 1. FC Phönix Lübeck      | Lübeck              |                     | 13. Platz 1983/84                  |
| Wiker SV                 | Kiel                |                     | 14. Platz 1983/84                  |
| FC Kilia Kiel            | Kiel                |                     | Aufsteiger aus der Landesliga Nord |
| TSV Pansdorf             | Ratekau             | Ostholstein         | Aufsteiger aus der Landesliga Süd  |

## Saisonverlauf
Die Meisterschaft und Teilnahme an der Aufstiegsrunde sicherte sich der Itzehoer SV. Als Zweitplatzierter durfte Eutin 08 ebenfalls teilnehmen. Beide beendeten ihre Gruppen auf einem der beiden letzten Plätze und mussten dem Wolfenbütteler SV bzw. der Amateurmannschaft von Eintracht Braunschweig den Vortritt lassen. Der TSV Pansdorf musste die Verbandsliga nach einer Saison wieder verlassen, Schleswig 06 nach neun Spielzeiten.

### Tabelle
| Pl. | Verein                   | Sp. | S  | U  | N  | Tore    | Diff. | Punkte |
| --- | ------------------------ | --- | -- | -- | -- | ------- | ----- | ------ |
| 1.  | Itzehoer SV              | 30  | 22 | 3  | 5  | 068:300 | +38   | 47:13  |
| 2.  | Eutin 08                 | 30  | 19 | 7  | 4  | 078:280 | +50   | 45:15  |
| 3.  | FC Kilia Kiel (N)        | 30  | 16 | 7  | 7  | 067:470 | +20   | 39:21  |
| 4.  | VfB Lübeck               | 30  | 13 | 8  | 9  | 057:490 | +8    | 34:26  |
| 5.  | NTSV Strand 08 (M)       | 30  | 10 | 13 | 7  | 059:420 | +17   | 33:27  |
| 6.  | VfR Neumünster           | 30  | 12 | 9  | 9  | 044:330 | +11   | 33:27  |
| 7.  | TSV Westerland           | 30  | 12 | 8  | 10 | 049:490 | ±0    | 32:28  |
| 8.  | BSC Brunsbüttel          | 30  | 10 | 7  | 13 | 049:580 | −9    | 27:33  |
| 9.  | TSV Plön                 | 30  | 8  | 10 | 12 | 039:440 | −5    | 26:34  |
| 10. | TSV Nord Harrislee       | 30  | 9  | 7  | 14 | 031:480 | −17   | 25:35  |
| 11. | Wiker SV                 | 30  | 10 | 5  | 15 | 045:740 | −29   | 25:35  |
| 12. | 1. FC Phönix Lübeck      | 30  | 7  | 10 | 13 | 041:590 | −18   | 24:36  |
| 13. | Heider SV                | 30  | 6  | 11 | 13 | 040:440 | −4    | 23:37  |
| 14. | Blau-Weiß Friedrichstadt | 30  | 8  | 7  | 15 | 036:520 | −16   | 23:37  |
| 15. | TSV Pansdorf (N)         | 30  | 8  | 7  | 15 | 033:480 | −15   | 23:37  |
| 16. | Schleswig 06             | 30  | 5  | 11 | 14 | 032:630 | −31   | 21:39  |

| (M) | Staffelsieger der Verbandsliga Schleswig-Holstein 1983/84 |
| (A) | Absteiger aus der Oberliga Nord 1983/84                   |
| (N) | Aufsteiger aus der Landesliga Schleswig-Holstein 1983/84  |